# Balthasar Batthyány

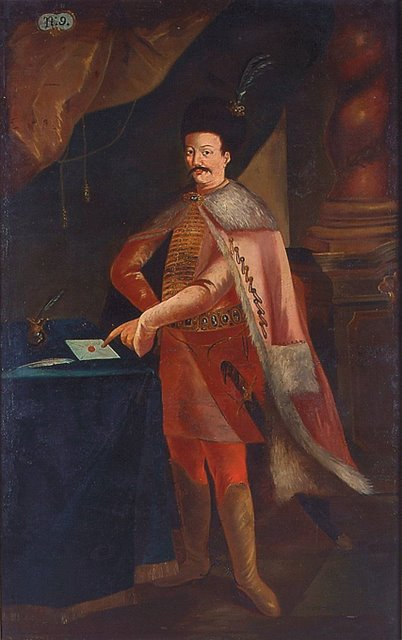
Balthasar III. Freiherr von Batthyány

Balthasar Batthyány (* 1543; † 11. Februar 1590) war ein ungarischer Adliger und General in den Türkenkriegen.

## Herkunft
Balthasar Freiherr von Batthyány stammte aus einer alten und weit verzweigten ungarischen Adelsfamilie, die als Magnaten, Grafen und Fürsten später zu den bedeutendsten Geschlechtern Österreichs und Ungarns gehörten. Sein Vater Kristóf (Christoph) der Ältere Batthyány von Németújvár († 1570) heiratete 1538 Erzsébet Svetkovics, eine Tochter von Adam Svetkovics „dem Mittleren“ auf Neu-Stettenberg, Grafeneck u. Dorna (cl. 1546) und dessen Gemahlin Katharina Székely von Kövend, eine Tochter von Lukas Székely von Kövend auf Dobrakutya u. Kövár, kaiserlicher Rat und General, und der Katharina von Mainburg, eine Tochter des Bernhard von Mainburg und der Katharina von Pottendorf.

## Leben
Man ernannte ihn für seine Verdienste zum Bannerherren und Obertruchsess, er wurde auch Stellvertreter des Palatins. Er war ein sehr gebildeter Humanist seiner Zeit. Er genoss eine protestantische Erziehung und trat 1570 zum Calvinismus über. In seinem Herrschaftsgebiet wurde der Protestantismus gefördert. Das Augustinereremiten-Kloster in Güssing wurde geschlossen und ein Gymnasium eingerichtet. Im Jahre 1576 berief er Stephan Beythe als Hofprediger und Mittelschullehrer nach Güssing. Er liebte Bücher und legte den Grundstock mit tausenden Büchern für die wertvolle Klosterbibliothek in Güssing. Am Wiener Hof war der holländische Botaniker Carolus Clusius tätig. Als jedoch Rudolf II., der Sohn Maximilians II., im Jahre 1576 alle Angestellten mit protestantischem Glauben entließ, berief Balthasar Batthyány Clusius nach Güssing, wo dieser die von den türkischen Gefangenen erworbenen Pflanzen aus Kleinasien erforschte, die hier noch unbekannt waren (Tulpen und Kastanien als Beispiele). Clusius schrieb in Güssing sein bedeutendes Werk Stirpium Nomenclator Pannonicus, die erste österreichische Pflanzenkunde, welche der ebenfalls in Güssing tätige protestantische Wanderbuchdrucker Joannes Manlius 1585 hier druckte. Manlius’ Bücher trugen wesentlich dazu bei, dass der Protestantismus im Herrschaftsgebiet der Batthyánys Ausbreitung fand.
Gerade die Toleranz der Batthyánys war förderlich, dass sich der Protestantismus im Burgenland 20 % gegenüber dem sehr dominant katholischen Österreich bis in die jüngste Zeit behaupten konnte, beispielsweise in Gols, Lutzmannsburg und Oberwart. Auch das Judentum wurde gefördert, zum Beispiel in der jüdischen Gemeinde in Stadtschlaining, deren Synagoge heute als Bibliothek benutzt wird. Kroaten wurden angesiedelt, zum Beispiel in Kroatisch Minihof, die später Burgenland-Kroaten genannt wurden und eine eigene Variante des Kroatischen, das Burgenlandkroatische, entwickelten. Zigeuner wurden toleriert.
Balthasar starb am 11. Februar 1590. Er wurde in der Gruft unter dem ehemaligen Augustinerkloster bestattet, die später Teil der heutigen Batthyány-Familiengruft wurde.

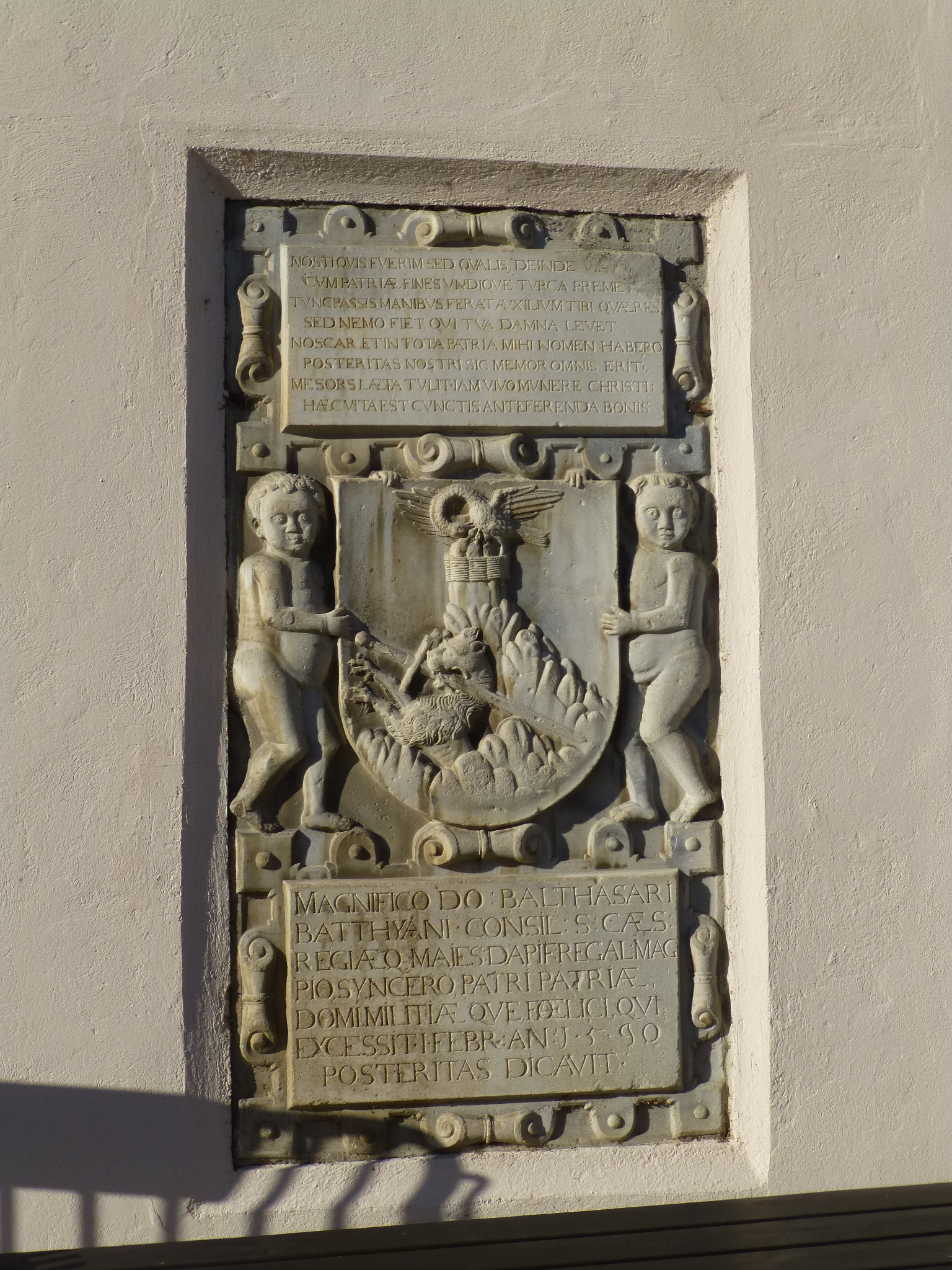
Franziskanerkloster, Güssing, 1590

## Ehe
Balthasar Freiherr Batthyány heiratete auf Monyorókerék (deutsch Eberau) am 27. Jänner 1566 Dorottya (Dorothea) Zriny (* 22. Juni 1550, † 1617), eine Tochter von Nikolaus IV. Zriny, (* 1508, † fällt bei Szigetvár am 7. September 1566), kaiserlicher Feldoberst, Schatzmeister des Königreichs Ungarn, Ban der Königreiche Kroatien, Slawonien und Dalmatien, Kommandant von Szigetvár seit 1561, Held der Belagerung von Szigetvár, aus dessen erster Ehe vom 17. Juni 1543 mit Katharina Gräfin Frankopan († 1561), Tochter von Ferdinand Graf Frankopan auf Veglia und Modrus u. d. Maria Branković († 1540) eine Tochter von Jovan Branković, Despot von Raitzen († 1502) und der Jelena Jakšić (Jaksic) († 1529)